# Antonio Ongaro
Antonio Ongaro (Venezia, 1560 circa – Valentano, 1593) è stato uno scrittore italiano del Rinascimento.

## Biografia
Questo poeta trae le sue origini dalla città di Padova ove è  nato, nel 1560. Nell'Università patavina ha studiato  in "legale", così si chiamava la giurisprudenza e, quindi ha soggiornato a Roma, presso la famiglia dei fratelli Ruiz, cui ha dedicato l'Alceo, un poemetto pescatorio, ambientato "nei lidi dove fu Anzio e dove oggi è Nettuno" ed edito a Venezia, da F. Ziletti, nel 1582. Alcuni vogliono che il poemetto s'ispirasse  all'Aminta di Torquato Tasso.
Attorno al 1581, per circa un anno, Antonio Ongaro ha vissuto a Nettuno, presso i Colonna, per tornare poi a Roma, ove l'amico fraterno Tiberio Palello - detto il "cupo" - lo presentò a Mario Farnese, signore del ducato di Latera e Farnese. Di lui divenne segretario, spesso sostituendolo negli incarichi amministrativi e penali, per la reggenza di quel territorio, specialmente quando Mario Farnese si recava nelle Fiandre a combattere a fianco del cugino, il duca Alessandro Farnese. Visse a Valentano, ove si sposò - con Armenia Mascijna, e ove nacquero tre figli Costantino Pollonio, Camilla e Isabella, (frorse quest'ultima morta in tenera età). Nel luglio 1593 dettò il proprio testamento e la morte dovrebbe essere avvenuta in quei giorni.
Fu sepolto nella Chiesa Collegiata di Valentano  e sulla sua pietra tombale in basalto locale è riportata la scritta che lui aveva dettato per la sua sepoltura. Era  scritta in un distico latino ed esattamente così fu incisa: "D.O.M.   ONGARUS HIC / IACEO ME ANNIS / PERYSSE VIATOR / DIC IVVENEM  FAMA / SED PERIISSE SENEM". (Io Ongaro sono qui sepolto, o viandante, dì che sono  morto giovane d'anni, vecchio per fama).
La sua opera principale l'ALCEO  fu  pubblicata a Venezia dallo Zanetti nel 1582. Le RIME, patrocinate dalla marchesana di Soragna Isabella Pallavicini, apparvero in stampa presso la Tipografia Mariani di Farnese, nel 1600.
Col nome di Affidato fu accolto nell'Accademia degli Illuminati, creata da Isabella Pallavicini, suocera di Mario Farnese. . Nonostante la breve vita, Antonio Ongaro riuscì a crearsi una grande fama, così come volle fosse scritto sulla lapide tombale sopra riportata.

## Opere
- Alceo favola pescatoria di Antonio Ongaro. Recitata in Nettuno Castello de' signori Colonnesi et non più posta in luce, Venezia, Francesco Ziletti, 1582.
- Rime d'Antonio Ongaro, detto l'Affidato Accademico Illuminato, Farnese, Nicolò Mariani, 1600.
- Alceo: favola pescatoria recitata in Nettuno castello dei signori Colonnesi / Antonio Ongaro; cura e note di Rocco Paternostro; prefazione di Franca Angelini; saggio critico di Daniela Quarta, Ugo Magnanti, Nettuno- Lithos, Roma, 2010.